# Dashiki

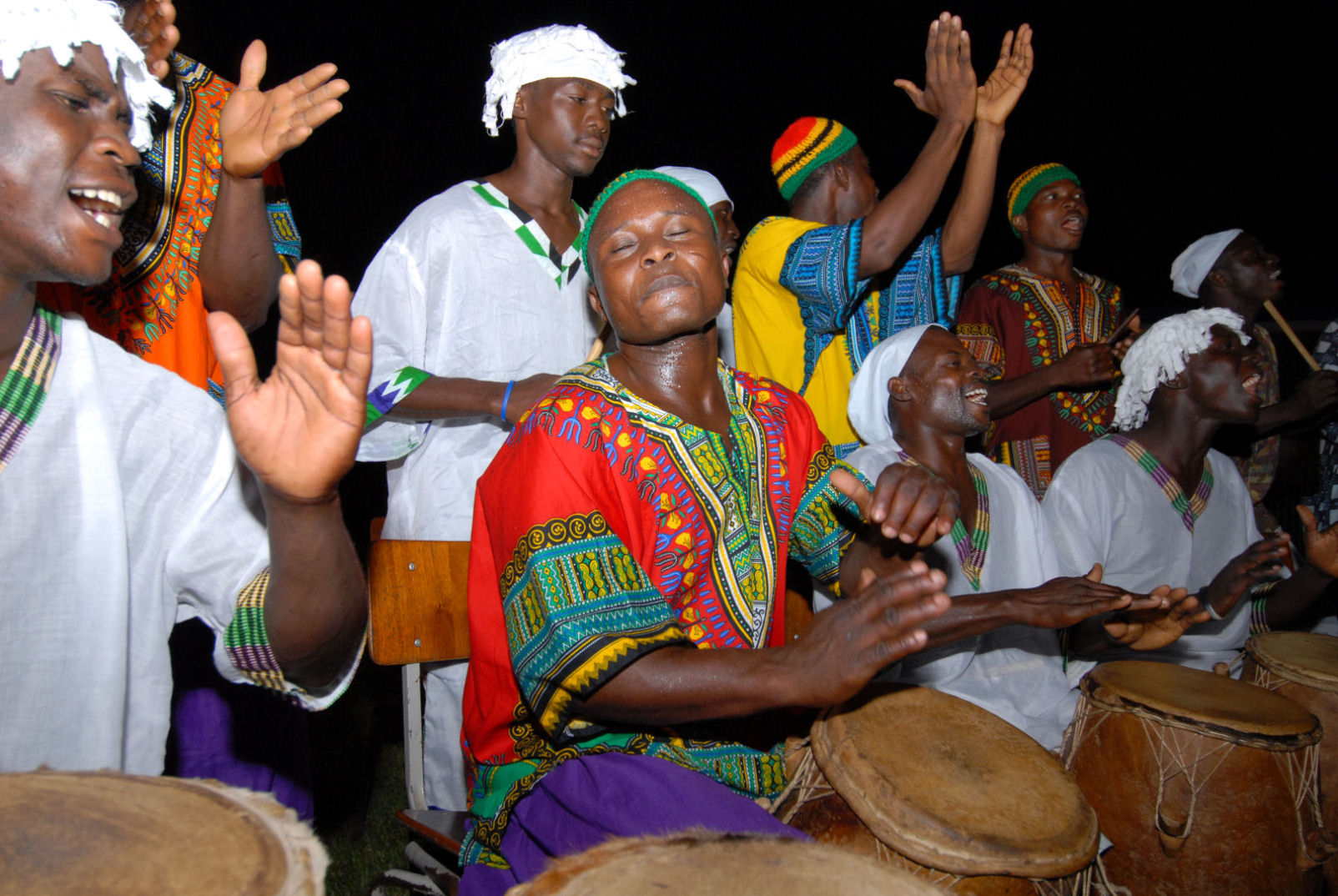
Musiciens ghanéens portant des dashikis

Le dashiki est une chemise ou tunique ample de couleur vive, originaire d'Afrique de l'Ouest. Ses couleurs vives et son design sont un excellent moyen d'attirer l'attention sur l'héritage africain. En tant que vêtement décontracté, il peut être utilisé sans broderie. Lorsqu'il est porté pour un mariage ou une autre occasion officielle, le dashiki est fabriqué en brocart de soie et cousu avec une broderie délicate autour de l'encolure ou des poignets.

## Étymologie
Le mot dashiki vient du mot yoruba danshiki. Son sens premier signifie une tunique ample pour homme, suffisamment confortable pour être porté par temps de chaleur. Le yoruba emprunte ce terme au haoussa: dan ciki signifie  « dessous »  dans cette langue. Le danshiki Yoruba est un vêtement de travail, qui a des emmanchures profondes dotées de poches et de quatre goussets pour créer un effet évasé à la base. Il est constitué à l'origine de plusieurs pièces de tissu à rayures faites à la main. Des tuniques similaires ont été mises à jour dans une tombe de Dogon au Mali, datant des XIIe et XIIIe siècles. 

## Impression traditionnelle
Le tissu du dashiki est imprimé selon la technique traditionnelle du batik. Cette technique  exerce une forte pression sur des plaques et rouleaux gravés et perforés, l’encre et la teinture sont appliquées précisément sur l’étoffe afin d’imprimer les plus petits détails. Le principe du batik consiste à dessiner sur le tissu le motif final à reproduire (cette opération n'est pas indispensable); à protéger des zones du tissu contre la coloration par l'application de la cire chaude ; à appliquer des couleurs par trempage dans des bains de teinture ou en appliquant des teintures directement sur le tissu ; à recommencer les opérations deux et trois successivement pour chacune des couleurs en allant des couleurs claires aux plus foncées; à ôter la cire, soit avec un fer à repasser, soit par trempage dans l'eau bouillante. Une société coloniale néerlandaise, Vlisco, fondée en 1856, a voulu reproduire mécaniquement le batik javanais fait à la main. Comme la version imprimée mécaniquement du batik n’était pas populaire en Asie du Sud-Est, les commerçants néerlandais ont cherché d’autres débouchés et ont fini par vendre le tissu sur les marchés ouest-africains.  
En l'année 1963, le designer de Vlisco, Toon Van De Manakker, s’inspire d’un modèle de tunique portée par les femmes nobles en Éthiopie au XIXe siècle, pour créer un nouveau motif de batik resté populaire jusqu’à ce jour pour ses détails incroyablement élaborés et ses vibrants motifs floraux. Dans les années 1970, lorsque l’imprimé devient très populaire, la chanson intitulée «Angelina» de la formation ghanéenne Sweet Talks & A.B. Crentsil passe souvent à la radio. Aussi à cette époque, «Angelina» désigne le dashiki dans certains pays ouest-africains, comme le Nigeria, le Togo, le Bénin et le Ghana. Ce tissu a d’autres surnoms, comme «Mashallah», «Ya Mado», «Miriam Makeba», etc. Il existe différentes raisons pour l'origine de chaque surnom. Quand la société Vlisco distribue ses tissus dans toute l’Afrique centrale et occidentale, le consommateur du produit peut nommer le tissu qu’il achète, par exemple, Masallah est parmi les premières personnes à apprécier ce modèle en particulier et à l'acheter .  En décembre 2014, le célèbre chanteur congolais Fabregas publie la chanson «Mascara». Le chanteur congolais et son groupe arborent des chemises à motifs traditionnels «dashiki». Le tissu est rebaptisé «Ya Mado» par la rue congolaise, du nom de la danse qui accompagne la chanson. Depuis le décès de la chanteuse et activiste sud-africaine Miriam Makeba, au Congo, ce tissu porte également son nom, car elle figure parmi les premières personnalités à arborer ce tissu. Bien que les tissus utilisés pour fabriquer dashiki aient des noms différents, si vous voulez que tout le monde sache de quoi vous parlez, vous devriez probablement adopter le nom dashiki.

## Dans la diaspora
Le dashiki devient populaire en occident grâce à l’Oba (roi en yoruba) Ofuntola Oseijeman Adelabu Adefunmi, né Walter Eugene à Détroit, Michigan, États-Unis en 1928.
Les mouvements des droits civiques aux États-Unis et surtout du Black Power popularisent le dashiki, ainsi que la coiffure afro, le couvre-chef et les perles africaines dans les pays occidentaux. L’historien Henry Louis Gates Jr. se souvient de ce fait : « Je me souviens très douloureusement de ces jours de la fin des années soixante où, si votre Afro n'avait pas deux pieds de haut et que votre dashiki n'était pas tricolore, etc., alors vous n'étiez pas assez coloré ». Initialement, le vêtement a une forte connotation politique lorsque «les nationalistes culturels vêtus du dashiki caractérisaient l'antithèse des intégrationnistes du costume-cravate». Malgré cela, le dashiki n'a jamais acquis une identité militante claire au sein de la communauté afro-américaine. Des militants politiques du Parti des Black Panthers tels que Huey P. Newton et Stokely Carmichael ont parfois associé le dashiki à une veste en cuir noir, des bottes de combat et un béret identifiant le groupe militant. Les dirigeants des branches les plus modérées du Mouvement afro-américain des droits civiques, tels que Jesse Jackson et Andrew Young, ont aussi porté des dashikis lorsqu’ils défendaient les objectifs plus pacifiques de Martin Luther King Jr. 
Après la promulgation de la Loi sur les droits civils de 1964, le vêtement afro-américain trouve son marché. George Barner y fait référence, en tant que « danshiki », dans le journal Amsterdam News daté du 22 juillet 1967, dans lequel sont rapportées les émeutes de Newark de la même année. L’année suivante, le 7 juillet 1968, Faith Berry le mentionne dans un article du The New York Times Magazine. 
En 1967, pour lancer la production en série du dashiki comme vêtement unisexe,  Jason Benning, Milton Clarke, Howard Davis et William Smith établissent le New Breed Clothing Ltd. of Harlem situé à Manhattan, New York. Le terme dashiki entre dans l'anglais américain à la fin des années 1960. On peut trouver ce terme dans le Dictionnaire de Webster's New World, 1ère édition collégiale de l’année 1970 et 1972. Il cite J. Benning avec le premier usage écrit du mot en 1967. 
En plus d’un symbole d'affirmation de la lutte des Afro-Américains aux États-Unis, le dashiki est considéré aussi comme un symbole de fierté noire et de récupération des racines et de l’identité africaines. Dans les films Uptight et Putney Swope, sortis respectivement en 1968 et 1969, le dashiki montre ses caractéristiques. Cela se reflète aussi dans la série télévisée hebdomadaire de 1971 Soul Train. Par exemple, dans « Lamont Goes African » de l’épisode Sanford et fils, il existe un tel complot: le fils de Sanford, Lamont, porte un dashiki alors qu’il est en quête de ses racines africaines. 
Lorsque le dashiki devient populaire auprès des Afro-Américains, il prend une signification métaphorique dans la rhétorique du militant noir. Dans son discours de 1969, Power Anywhere Where There's People, Fred Hampton du Black Panther Party porte le dashiki mais souligne que, « nous savons que le pouvoir politique ne découle pas de la manche d'un dashiki. Nous savons que le pouvoir politique découle du canon d'une arme à feu»!
La résurgence du dashiki depuis les années 1960 n’est pas perdue pour les personnes d'ascendance africaine de la diaspora qui fuient les vêtements traditionnels africains, que portent les migrants de la génération précédente. Certains athlètes et artistes afro-américains tels que Jim Brown, Wilt Chamberlain, Sammy Davis Jr. et Bill Russell participent à des émissions TV en portant le dashiki. De nombreux musiciens et chanteurs, tels que Beyoncé, Rihanna, Schoolboy Q, Q-Tip, etc., arborent également le dashiki. 

## De nos jours
Au début du XXIe siècle, le dashiki conserve son sens pour la communauté afro-américaine et un marqueur historique de la contre-culture des années soixante. Bien que rarement vu comme un vêtement de rue, le dashiki est porté lors d'occasions de fête telles que Kwanzaa, la célébration annuelle qui marque l'unité des Américains d'ascendance africaine et exprime sa fierté à l'égard de l'héritage africain. En 2003, le moteur Internet pourrait fournir plus de 5000 entrées qui sont émanés principalement par des spécialistes du marketing fournissant une gamme de vêtements africains, soit vintage, soit contemporain. Les dashikis sont vendus comme « un must pour tous les amateurs de hippie » et ils sont intéressés par les « veux-être des hippies ». La signification du dashiki s’élargit, exploité par les marchands de vêtements qui proposent à leurs clients le style « garçon dashiki » une chemise dashiki, des lunettes noires, une perruque afro, et un collier avec un pendentif de la paix.  
Plus d’un demi-siècle plus tard, le tissu reste l’un des pagnes Java phares de la maison Vlisco, comme le souligne son directeur de création, Roger Gerards, « Associé au mouvement hippie dans les années 1960, il est également rattaché à la réflexion sur l’identité africaine pendant la vague des indépendances ainsi qu’à la confirmation de l’identité africaine-américaine dans les années 1970. Ce motif est donc à la mode, mais il est également un symbole de protestation pour les mouvements africains-américains ». 
Depuis 2012, le dashiki, symbole de la nouvelle identité africaine et de sa jeunesse, devient ainsi une tenue de rue décontractée à la mode. Selon le créateur ivoirien Gilles Touré, qui s’est exprimé sur ce sujet, « Il n’y a rien de nouveau au phénomène. Les gens redécouvrent le dashiki et les Africains qui vivent en dehors du continent se l’approprient pour revendiquer leur africanité. Je me souviens qu’il y a quelques années le groupe Magic System l’a porté lors d’un de ses concerts à l’Olympia. Aujourd’hui, la jeunesse s’identifie aux stars qui le portent, et c’est tant mieux ». 
Aussi, grâce au styliste afro-américain Ron Bass que ce tissu revient à la mode en 2014. Il a fondu le Royal Kulture, un label indépendant installé à New York et proposé également une ligne vestimentaire afro-centrée et streetwear avec des séries de vêtement appelées « Africa Leaders », sortie en 2013 puis la « Dashiki Jersey Kollection » qui ont connu un succès fulgurant de l’autre côté de l’Atlantique. 
Bien que souvent portés par les hommes, les styles du dashiki sont adoptés par les femmes et apparaissent dans des robes à la cheville ou mi- mollet, créant ainsi une jolie tenue pour hôtesse ainsi que pour la plage. Gracieuse et modeste, une robe de style dashiki offre à la fois confort et séduction. Relâchée et fraîche par temps chaud, une robe dashiki ou dashiki peut être associée à un pantalon ou portée par-dessus une chemise à col tortue par temps froid. 
Aujourd'hui, le dashiki sert non seulement de vêtement, mais également de communication culturelle dans le monde entier. Les gens peuvent le porter pour une cérémonie de danse, de mariage ou de remise des diplômes; le dashiki peut également être utilisé comme un symbole pour montrer leur fierté et leurs racines africaines au Mois de l'histoire des Noirs, aux célébrations du Kwanzaa. 
Fait intéressant, la majorité des chemises de style dashiki vendues sur le marché aujourd'hui sont principalement fabriquées en Asie. En Chine, le dashiki est traduit en daxiji par sa prononciation et est accompagné de caractères chinois, signifiant joie et bonne fortune. Hitarget est le leader du marché parmi les nouvelles marques chinoises. C'est une épine dans le flanc d'un certain nombre de concurrents. Il s’agit notamment de la société néerlandaise Vlisco, ainsi que des fabricants basés au Nigeria et au Ghana de marques d’imprimés africains populaires telles que GTP, ATL, ABC, Nichemtex ou Uniwax. Plus d’un demi-siècle plus tard, le tissu reste l’un des pagnes Java phares de la maison Vlisco, comme le souligne son directeur de création, Roger Gerards, « Associé au mouvement hippie dans les années 1960, il est également rattaché à la réflexion sur l’identité africaine pendant la vague des indépendances ainsi qu’à la confirmation de l’identité africaine-américaine dans les années 1970. Ce motif est donc à la mode, mais il est également un symbole de protestation pour les mouvements africains-américains ». Plus récemment, en septembre 2014, Vlisco lance une importante campagne de protection de la marque sur ses marchés de la mode africaine.